# 卡塔夫-伊萬諾夫斯克區
54°45′N 58°12′E / 54.750°N 58.200°E

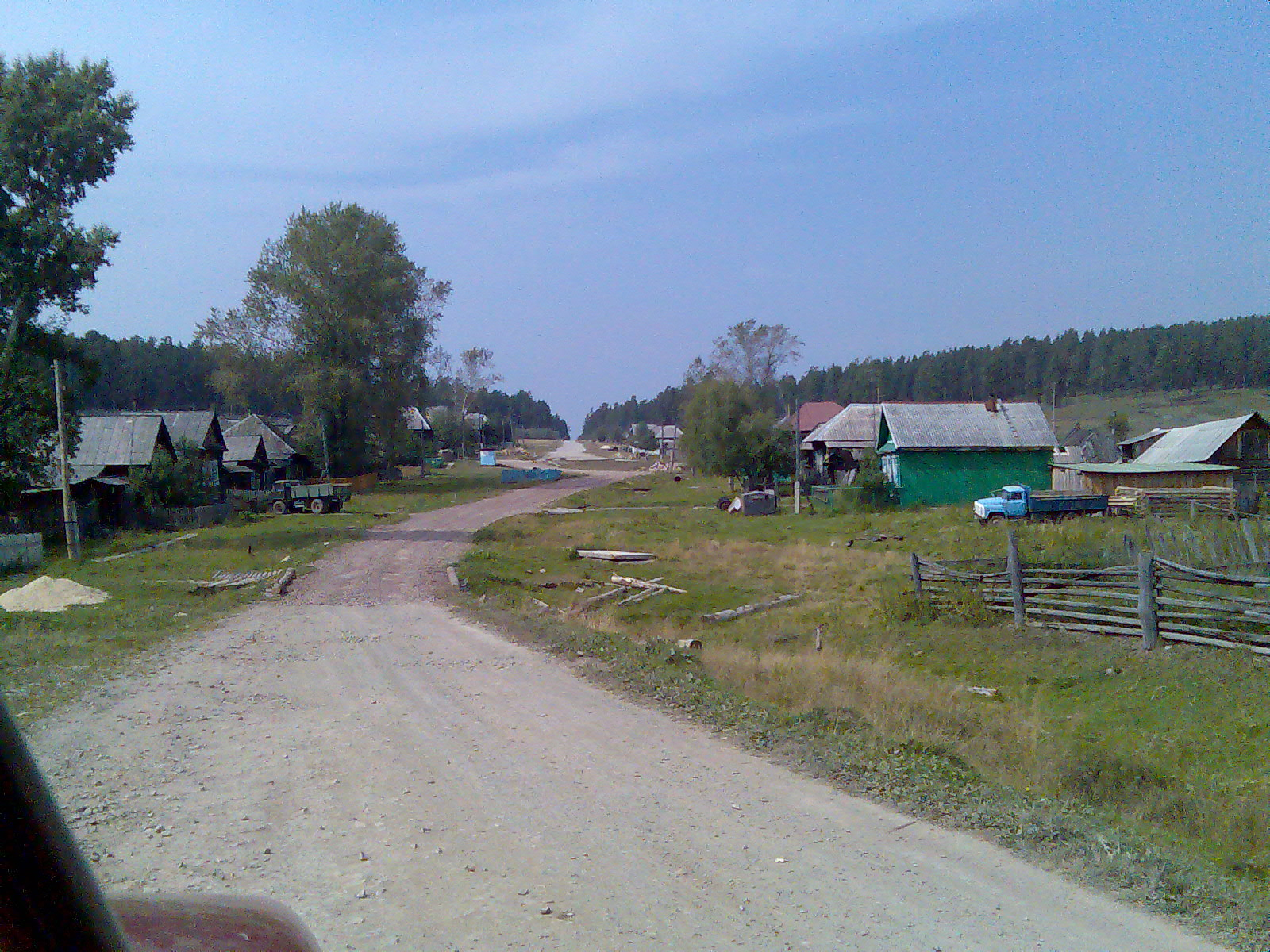

卡塔夫-伊萬諾夫斯克區（俄语：Катав-Ивановский район），是俄羅斯的一個區，位於該國西南部，由車里雅賓斯克州負責管轄，面積3,415平方公里，2010年人口15,327，人口密度每平方公里4.49人。